# Erik Hernqvist
Erik Hernqvist, född 7 februari 1886 i Stora Mellby församling, Älvsborgs län, död 11 februari 1960 i Halmstad, var en svensk fysiker, läroverksrektor och kommunalpolitiker (höger).
Hernqvist, som var son till kontraktsprosten Johan Hernqvist och Beda Kronlund, avlade studentexamen 1903, blev filosofie kandidat i Uppsala 1907, filosofie licentiat 1912 och filosofie doktor i Uppsala 1915. Han var extra lärare i Skara 1907–1908, amanuens vid fysiska institutionen i Uppsala 1910–1911, assistent i Trondheim 1912, extra lärare vid Norra latin i Stockholm 1913–1914, i Växjö 1915, lektor vid Halmstads högre allmänna läroverk sedan 1915, rektor där sedan 1920.
Hernqvist var Västgöta nations i Uppsala andre kurator 1909–1910 och dess skattmästare 1911–1913. Han blev ledamot av stadsfullmäktige i Halmstads stad 1921, var dess ordförande 1928–1947, ledamot av beredningsutskottet 1923, ordförande sedan 1928, ledamot av elverksstyrelsen, ordförande i Halmstads folkskolestyrelse 1923–1927, inspektör för Hallands läns landstings småskoleseminarium 1923–1933, studierektor vid Halmstads flickskola 1925–1931, ordförande i styrelsen för kommunala flickskolan 1931, suppleant i Läroverkslärarnas riksförbunds deputeradeförsamling från 1918, deputerad sedan 1945, justitieministerns tryckfrihetsombud 1925, tillförordnat undervisningsråd somrarna 1926–1927, 1929–1931, 1933–1934 och 1936–1946, innehade sakkunniguppdrag i ecklesiastikdepartementet 1931, var suppleant i styrelsen för Svenska stadsförbundet 1939, ordinarie ledamot 1945, revisor i Sydsvenska Kraft AB 1934, ledamot av styrelsen för Statsläroverkens rektorsförening 1940 och blev hedersledamot i Hallands nation i Lund 1932.
Hernqvist skrev Naturlig och magnetisk rotationsdispersion hos några optiskt aktiva vätskor (akademisk avhandling, 1914), Några tankar om fysikundervisning (1920), Halmstads läroverks årsredogörelser sedan 1921 och smärre artiklar i bland annat Pedagogisk Tidskrift.